# П-811 «Сутьєска»
| Підводний човен «Сутьєска» | Підводний човен «Сутьєска» | Підводний човен «Сутьєска» |
| -------------------------- | -------------------------- | -------------------------- |
| Сутјеска Sutjeska          |                            |                            |
|                            |                            |                            |
|                            |                            |                            |
| Під прапором               | Югославія                  | Югославія                  |
| Спуск на воду              | 1958 рік                   | 1958 рік                   |
| Проєкт                     |                            |                            |
| Основні характеристики     |                            |                            |
| Швидкість (надводна)       | 14 вузлів (дизель)         | 14 вузлів (дизель)         |
| Швидкість (підводна)       | 9 вузлів (електродвигун)   | 9 вузлів (електродвигун)   |
| Автономність плавання      | 4800 миль (на 9 вузлах)    | 4800 миль (на 9 вузлах)    |
| Екіпаж                     | 38 чоловік                 | 38 чоловік                 |
| Розміри                    |                            |                            |
| Довжина найбільша (по КВЛ) | 60 м                       | 60 м                       |
| Ширина корпусу найб.       | 6,6 м                      | 6,6 м                      |
| Середня осадка (по КВЛ)    | 4,8 м                      | 4,8 м                      |
| Водотоннажність надводна   | 820 т                      | 820 т                      |
| Озброєння                  |                            |                            |
| Торпедно- мінне озброєння  | 6 x 533-мм ТА (8 торпед)   | 6 x 533-мм ТА (8 торпед)   |

П-811 «Сутьєска» (серб. П-811 Сутјеска, хорв. P-811 Sutjeska) — підводний човен ВМС Югославії однойменного типу. Названий на честь битви на Сутьєсці.

## Історія створення
Підводний човен П-811 «Сутьєска» був збудований у 1960 році на верфі «Uljanik Brodogradilište» в Пулі. Ніс службу у складі ВМС Югославії.
У 1987 році виключений зі списків флоту і проданий на злам.